# Maloje Lesnoje
Maloje Lesnoje (russisch Малое Лесное, deutsch Friedrichshof, Kreis Königsberg/Samland) ist ein Ort in der russischen Oblast Kaliningrad. Er gehört zur kommunalen Selbstverwaltungseinheit Stadtkreis Gurjewsk im Rajon Gurjewsk.

## Geographische Lage
Maloje Lesnoje am Westufer des Flüsschens Lesnaja liegt im Nordosten von Lesnoje (Ludwigswalde), neun Kilometer südöstlich der Stadt Kaliningrad (Königsberg) und unweit der Regionalstraßen 27A-008 und 27A-017 (ex A195). Die nächste Bahnstation ist der Haltepunkt 6 km an der Bahnstrecke Kaliningrad–Bagrationowsk, der derzeit allerdings nicht bedient wird, sodass auf die Bahnstationen Dserschinskaja-Nowaja oder Otwaschnoje (Wickbold) ausgewichen werden muss.

## Geschichte
Das vor 1946 Friedrichshof genannte Gutsdorf geht in seiner Gründung auf die Zeit um 1815 zurück. Im Jahre 1874 wurde der Ort in den neu errichteten Amtsbezirk Ludwigswalde (heute russisch: Lesnoje) eingegliedert, der zum Landkreis Königsberg (Preußen) (ab 1939 Landkreis Samland) im Regierungsbezirk Königsberg der preußischen Provinz Ostpreußen gehörte. Im Jahre 1895 zählte Friedrichshof 153 Einwohner. Am 15. Dezember 1900 gab Friedrichshof seine Eigenständigkeit auf, als das Gutsdorf in die Landgemeinde Ludwigswalde (Lesnoje) eingegliedert wurde.
Als Folge des Zweiten Weltkrieges kam Friedrichshof mit dem nördlichen Ostpreußen zur Sowjetunion. Der Ort wurde offenbar zunächst mit zu Lesnoje gezählt, dann mit Malo-Lesnoje und schließlich mit Maloje Lesnoje bezeichnet. Er gehörte spätestens seit den 1970er Jahren zum Dorfsowjet Nowomoskowski selski Sowet im Rajon Gurjewsk. Von 2008 bis 2013 gehörte Maloje Lesnoje zur Landgemeinde Nowomoskowskoje selskoje posselenije und seither zum Stadtkreis Gurjewsk.

## Kirche
Vor 1945 war Friedrichshof mit seiner fast ausnahmslos evangelischen Einwohnerschaft in das Kirchspiel Ludwigswalde (heute russisch: Lesnoje) eingepfarrt. Es gehörte zum Kirchenkreis Königsberg-Land I innerhalb der Kirchenprovinz Ostpreußen der Kirche der Altpreußischen Union. Letzter deutscher Geistlicher war Pfarrer Willy Behnke.
Heute ist Maloje Lesnoje eine Ortschaft innerhalb der Auferstehungskirchengemeinde in Kaliningrad (Königsberg). Sie ist Teil der Propstei Kaliningrad in der Evangelisch-lutherischen Kirche Europäisches Russland.

## Persönlichkeiten des Ortes
- Alfred Lau (* 1. Oktober 1898 in Friedrichshof; † 1971), deutscher Journalist und Mundartdichter